# Кашкаранцы

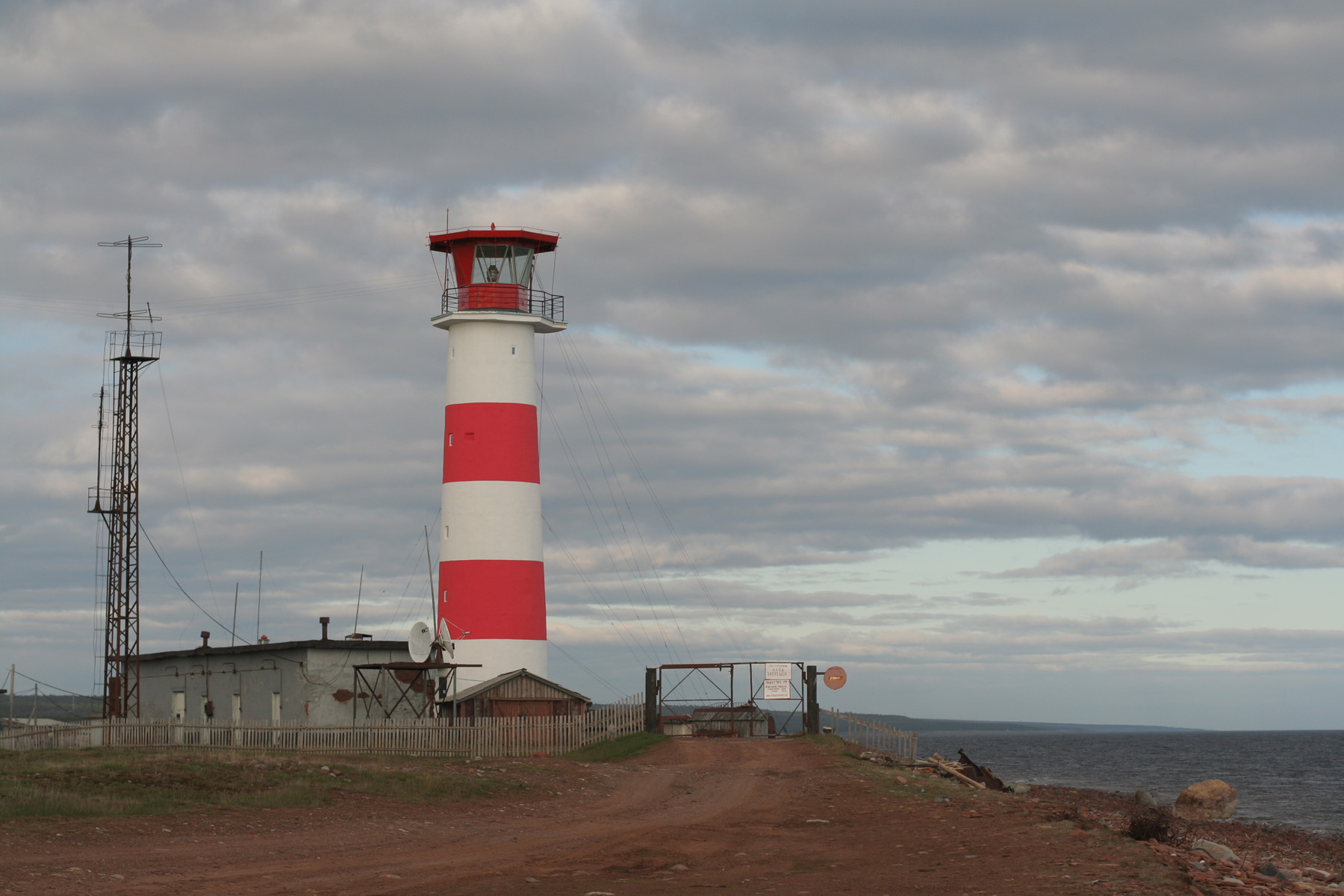
Маяк в селе

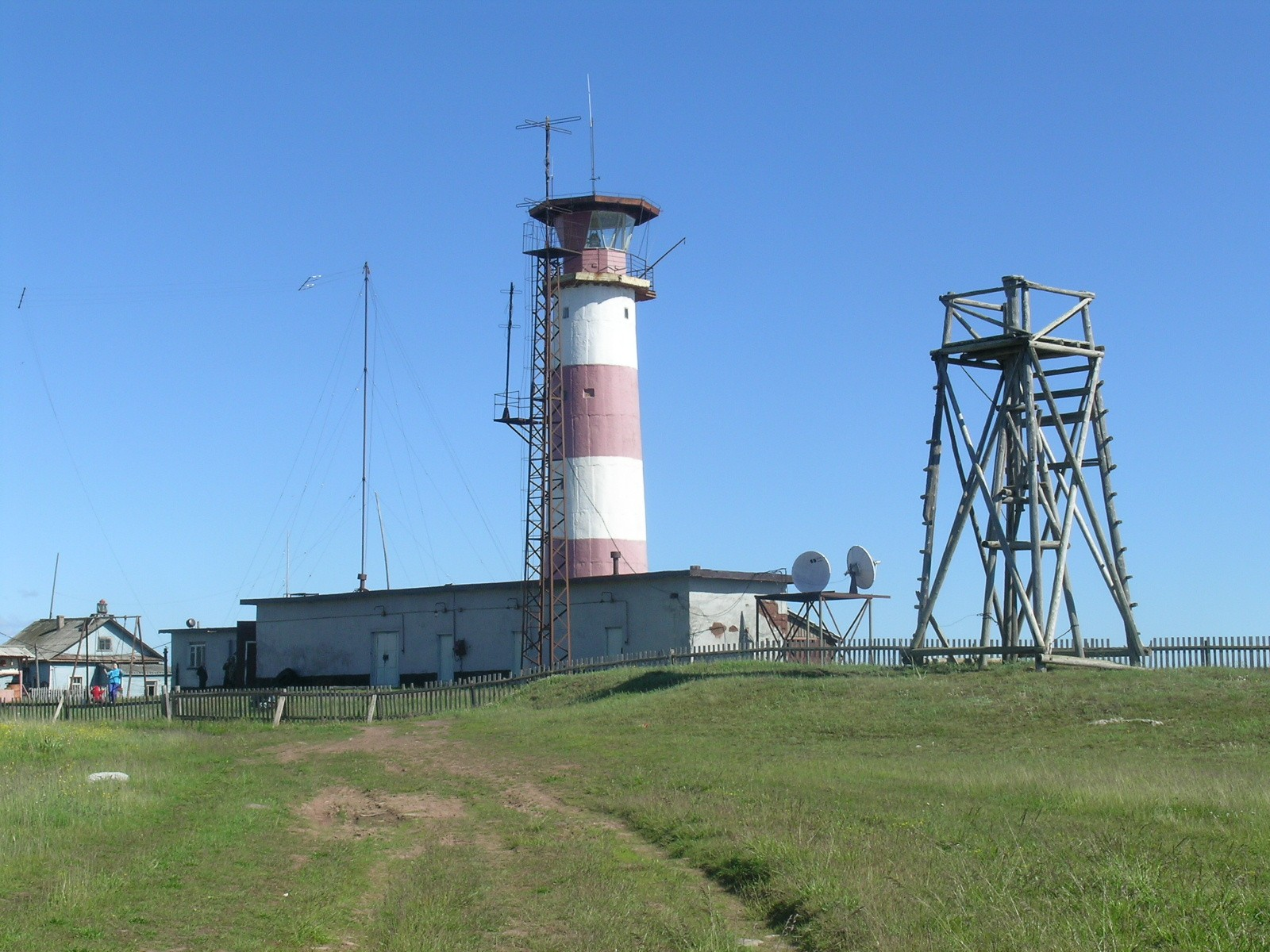
Маяк в селе

Кашкаранцы — село в Терском районе Мурманской области. Входит в сельское поселение Варзуга. Население — 88 жителей (2002); 79 жителей (2010); 55 жителей (2023). Расстояние от районного центра (Умбы) 100 км. Сообщение с другими населенными пунктами автомобильным транспортом. Расположено на берегу Белого моря. Рыболовецкий колхоз.

## География
Лесные пожары
Включено в перечень населенных пунктов Мурманской области, подверженных угрозе лесных пожаров.

## История
В XV веке эта местность принадлежала новгородской боярыне Марфе Борецкой. В 1470 году она была продана Соловецкому монастырю. В 1839 в селении насчитывалось 13 домов, в 1854 — 18, в 1900 — 37.
Село в 1888 году пострадало от редкого в этих местах природного явления — цунами. Реконструкция показывает, что высота волны была около 3,6 метра. Были уничтожены шесть домов, снесены 27 амбаров с припасами.
В 1914 году в селе находилось 60 домов, и проживало 317 человек. Основным доходом селян была продажа сёмги и нерпы. Церковь в селе была построена в 1895 году после пожара 29 октября 1894, полностью уничтожившего предыдущее здание. Школа открыта в 1899 году.

## Население
| 2002 | 2010 |
| ---- | ---- |
| 120  | ↘79  |

Численность населения, проживающего на территории населённого пункта, по данным Всероссийской переписи населения 2010 года составляет 79 человек, из них 45 мужчин (57 %) и 34 женщины (43 %).